# Гоенштайн (Ройтлінген)
Гоенштайн (нім. Hohenstein) — громада в Німеччині, знаходиться в землі Баден-Вюртемберг. Підпорядковується адміністративному округу Тюбінген. Входить до складу району Ройтлінген.
Площа — 61,68 км2. Населення становить 3686 ос. (станом на 31 грудня 2020).